# Aleksàndrovo-Rostovka
Aleksàndrovo-Rostovka - Александрово-Ростовка (rus) - és un poble de l'óblast de Penza, a Rússia, que en el cens del 2010 tenia 70 habitants.